# Hold Me Now
A Hold Me Now (magyarul: Ölelj most át) című dal volt az 1987-es Eurovíziós Dalfesztivál győztes dala, melyet az ír Johnny Logan adott elő angol nyelven. Logan 1980-ban is részt vett a versenyen, ahol győzni tudott.

## Az Eurovíziós Dalfesztivál
A dal a március 8-án rendezett ír nemzeti döntőn nyerte el az indulás jogát.
A dal egy ballada, melyben az énekes szerelmi vallomást tesz.
A május 9-én rendezett döntőben a fellépési sorrendben huszadikként adták elő, a dán Anne-Cathrine Herdorf & Bandjo En Lille Melodi című dala után és a jugoszláv Novi fosili Ja sam za ples című dala előtt. A szavazás során százhetvenkettő pontot szerzett, mely az első helyet érte a huszonkét fős mezőnyben. Ez volt Írország harmadik győzelme.
Johnny Logan az egyetlen énekes, aki kétszer is meg tudta nyerni a dalfesztivált. 1992-ben a győztes dal szerzőjeként harmadszor is győzött.
A következő ír induló Jump The Gun Take Him Home című dala volt az 1988-as Eurovíziós Dalfesztiválon.
A következő győztes a svájci Céline Dion Ne partez pas sans moi című dala volt.

### Kapott pontok
|                                              | Zsűrik | Zsűrik | Zsűrik | Zsűrik | Zsűrik | Zsűrik | Zsűrik | Zsűrik | Zsűrik | Zsűrik | Zsűrik | Zsűrik | Zsűrik | Zsűrik | Zsűrik | Zsűrik | Zsűrik | Zsűrik | Zsűrik | Zsűrik | Zsűrik | Zsűrik |
| NOR                                          | ISR    | AUT    | ICE    | BEL    | SWE    | ITA    | POR    | ESP    | TUR    | GRE    | NED    | LUX    | GBR    | FRA    | GER    | CYP    | FIN    | DEN    | IRE    | YUG    | SUI    |        |
| -------------------------------------------- | ------ | ------ | ------ | ------ | ------ | ------ | ------ | ------ | ------ | ------ | ------ | ------ | ------ | ------ | ------ | ------ | ------ | ------ | ------ | ------ | ------ | ------ |
| Kapott pontok                                | 8      | 4      | 12     | 0      | 12     | 12     | 12     | 8      | 10     | 10     | 0      | 12     | 10     | 12     | 1      | 6      | 8      | 12     | 5      |        | 6      | 12     |
| A tábla a szavazás sorrendjében van rendezve |        |        |        |        |        |        |        |        |        |        |        |        |        |        |        |        |        |        |        |        |        |        |

## Slágerlistás helyezések
| Slágerlisták (1987) | Lh.* |
| ------------------- | ---- |
| Ausztria            | 4    |
| Belgium             | 1    |
| Egyesült Királyság  | 2    |
| Hollandia           | 3    |
| Írország            | 1    |
| Németország         | 2    |
| Norvégia            | 2    |
| Svájc               | 6    |
| Svédország          | 2    |

*Lh. = Legjobb helyezés.

## Külső hivatkozások
- Dalszöveg
- YouTube videó: A Hold Me Now című dal előadása a brüsszeli döntőn